# Донна Дуглас
Донна Даглас (Дуглас) (англ. Donna Douglas, уроджена Доріс Сміт (англ. Doris Smith), (26 вересня 1933 або 26 вересня 1932 , Іст-Батон, Луїзіана  — 1 січня 2015 , Закарі, Луїзіана ) — 1 січня 2015) — американська актриса, співачка та письменниця, відома роллю Еллі Мей Клампетт у популярному в 1960-ті роки комедійному телесеріалі «Сільщина з Беверлі-Хіллз».

## Життєпис та творчість
Її акторський дебют відбувся на телебаченні в 1956 році, після чого вона з'явилася більш ніж у двох десятках телесеріалів протягом наступних трьох десятиліть, серед яких «Сутінкова зона», «Містер Ед», «Триллер», «Доктор Кілдер» та «Нічна галерея». У 1963 році вона стала володаркою премії «Золотий глобус» у номінації «Міс Золотий глобус».
Крім акторської кар'єри Дуглас була відома як виконавиця госпел, записавши при цьому кілька музичних альбомів. Вона також виступала з доповідями та лекціями на релігійну тематику у молодіжних, шкільних та церковних групах. Дуглас виступала із підтримкою багатьох християнських дитячих будинків на півдні США. У 2000-х роках вона написала та опублікувала серію дитячих релігійних книг на біблійні теми.
Актриса двічі була одружена, народила 1954 року від свого першого чоловіка сина Денні Борджеса. Протягом багатьох років вона підтримувала близькі дружні стосунки з актором Бадді Ебсеном . Донна Дуглас померла від раку підшлункової залози в Луїзіані 1 січня 2015 року на 83-у році життя.

## Нагороди
- 1963 — «Золотий глобус» — Міс «Золотий глобус»